# ديفيد تومسون (لاعب كريكت)
ديفيد تومسون (11 مارس 1976 في المملكة المتحدة - ) (بالإنجليزية: David Thompson)‏ هو لاعب كريكت بريطاني. لعب مع نادي مقاطعة لانكشر للكريكت ‏ ونادي مقاطعة ساسكس للكريكت ‏.

## وصلات خارجية
- ديفيد تومسون على موقع إي آس بي آن كريك إنفو (الإنجليزية)